# 대한민국 공군
대한민국 공군(大韓民國 空軍, 영어: Republic of Korea Air Force, ROK Air Force, ROKAF)은 대한민국의 영공 방위를 책임지는 대한민국 국군의 병종이다.
대한민국 공군은 병력 약 65,000명(2023년 기준), 전술기 414여대, 감시통제기 30대, 공중기동기 50대, 훈련기 180대, 헬기 30대를 보유하고 있다.

## 역사

### 임시정부
1920년 4월 27일 대한민국 임시정부의 기관지 독립신문은 미국의 한인 6명이 장차 독립군 공군을 이끌기 위하여 캘리포니아주 레드우드 비행학교를 졸업한 뒤 미국 내의 한인 비행학교를 수료하였다고 보도하였다. 독립신문은 이들 비행사 한장호, 이용근, 이초, 이용선, 오임하, 장병훈의 기념사진을 기사와 함께 실었다. 미국내 한인 교포들의 성금으로 독립운동가 노백린이 설립한 한인 비행학교에서 훈련한 이들은 "반드시 동경에 날아가 쑥대밭을 만들자"는 결의로 훈련에 임하였다고 한다. 이들이 사용한 연습용 경비행기에는 대한 항공대를 뜻하는 KAC(Korea Air Corps)를 표기하였다. 이들 외에도 박희성과 같은 이들이 이 학교를 졸업하여 미국 비행면허를 취득하였다. 박희성은 1921년 대한민국 임시정부 육군 항공대 소위로 임관하였다.

### 창설 ~ 한국전쟁
1948년 대한민국 정부의 수립 이후 조직된 국군은 미군으로부터 L-4 연락기 10대를 비롯하여 20대의 경비행기를 인도받아 육군 항공대를 설립하였으며 이를 바탕으로 1949년 10월 1일 대한민국 공군을 창설하였다. 창설 당시 대한민국 공군의 규모는 열악한 수준이었으나 한국 전쟁을 거치면서 F-51 머스탱 전투기를 미군으로부터 공여받아 꾸준히 전력이 증대하여 1952년 첫 단독 전투 출격이 있었고 휴전 무렵에는 1개 전투비행단, 3개 전투비행대대 및 전폭기 79대를 포함한 110대의 항공기를 보유하게 되었다.

## 편성 및 조직
국방개혁 2020 계획에 의하면, 작전통제권 전환에 따라 전술항공통제부대와 5개의 비행단을 가진 공군북부전투사령부가 작전사령부 예하에 신설되고, 공군남부전투사령부에는 1개의 비행단이 새로 편제되어 4개 비행단을 갖춘다. 임무 부담을 덜어 주고 공중 우세(제공권 장악)와 정밀 타격, 대규모 대량 폭격에 맞는 구조를 진행 중이다.

## 장비와 사업
대한민국 공군의 장비는 KFP 사업으로 도입하고 면허생산한 KF-16 (Block 52 및 52+) 134대와 F-16C/D(Block 32) (과거에는 F-16PB로 불렀으나 2017년 기준으로는 이미 개량 완료되어서 F-16PBU) 34대, F-15K 59대, 대한항공에서 면허생산한 KF-5E/F (제공호)와 F-5E (타이거 II) 195대 중에서 60대는 KF-16에 버금가는 다목적 전투기인 FA-50으로 대체하였고 노후화로 추락된 기체로 인한 영향으로 현재 F-5 계열은 100여대 정도만 남아있다.(2030년에 전량 퇴역예정)
또한 F-4E 2016년 이전에는 80여대가 있었으나 MIMEX 잉여물자 사업 등으로 들여온 F-4E가 노후화되면서 퇴역함에 따라 2017년에는 30여대가 남아있다.(2020년 초~중반 퇴역예정), T-103 러시아제 훈련기 72대(퇴역중, KT-100으로 대체), KT-1 기본 훈련기 105대, KA-1 전선항공통제기/경공격기 20대, T-50 고등 훈련기 60대+98대 생산 확정, T-50B (블랙 이글스) 10대를 보유 중이며, TA-50 전술입문기 (LIFT) 22대를 운용 중이고  F-4E, KF-5E/F (제공호)와 F-5E (타이거 II)등은 지속적으로 도태되고 있어서 F-5E (타이거 II), KF-5E/F (제공호)의 130대는 F-16급 이상을 갖춘 추후 개발될 예정인 미들급의 성능을 갖춘 KF-21로 대체되고, F-4E는 F-35A로 대체할 예정이다.
수송기는 전략 전술 수송기인 C-130J 4대 C-130H 12대, CN-235-220M 18대가 있으며 VIP 수송용으로 대한항공에서 임차한 보잉 747-400 1대를 비롯해 보잉 737-300 1대, VCN-235 2대, VC-118 1대, BAe-748 2대가 있다. 정찰기로는 호커800기를 개조한 금강정찰기와 백두정찰기, RF-4C 18대, RF-5A 5대를 보유, 운용하고 있으며, 공중 조기 경보 통제기 보잉 E-737 피스아이 4대를 운용 중이며 회전익 항공기 (헬기)는 구조.탐색용인 HH-60 페이브호크, HH-47 치누크, 카모프 Ka-32가 있으며 병력 수송용인 벨 205, 212, 412, UH-60 블랙호크 등이 있다. 이외에도 VIP 수송용인 VH-92, VH-60, AS-362 '수퍼퓨마'가 있다. 또한 공군은 국산 헬기인 수리온을 2기 주문하였다.
공중급유기는 에어버스 A330 MRTT 4기를 2018년과 2019년에 도입 운용된다.
공군 전력사업 중에서 가장 큰 규모의 사업인 대한민국 차세대 전투기 사업인 KF-X 사업과 차기 대통령전용기 사업인 VC-X사업, 원격지원전자전기 사업, 스텔스 무인 전투기(UCAV)의 개발 및 사업을 진행 중이다.

## 인사

### 참모총장
현재 대한민국의 공군참모총장은 이영수이다.

### 복무 기간
대한민국 공군 병은 지원에 의한 모집을 통해 선발하며 이에 따른 의무 복무 기간은 21개월이다. 과거 국방부의 '병 복무 단축 관련 개정안'에 따르면 8년 6개월에 걸쳐(약 2006년부터 2014년까지) 최종 1년 9개월로 단축할 예정이었으나 2011년 11-1차 병부터 단축 계획이 중단되어 2년 복무로 확정되었다.
한편 육군의 복무 기간은  18개월로 설정되었다. 그러나 육군의 경우 백일휴가 외에 1차, 2차, 3차 휴가가 있는 반면, 공군은 추가적으로 정기적인 휴가가 더 있다.

## 상징
- 빨간 마후라 : 대한민국 공군의 조종사는 흔히 빨간 마후라라고 불린다. 이는 대한민국 공군 조종사들만의 고유한 전통으로 한국 전쟁 당시 강릉 지역에 있던 제10전투비행전대에서 팔만대장경을 지킨 김영환 준장으로부터 유래되었다고 한다. 1964년 제작된 영화 《빨간 마후라》의 주제가와 함께 유명해졌다.[7]

## 계급장
다음 계급장은 여름철에 입는 공군의 하약정복(夏略正服) 기준 계급장이다. 따라서 견장 위에 흰색으로 된 계급장이 기계자수로 새겨져 있다. 병 계급은 전투복 기준인데, 장교와 준사관, 부사관들도 전투복과 같은 일반 근무복에서는 청색으로 된 계급장을 부착한다. (또는 은색 또는 금색의 금속제 계급장을 부착함)
|        | 장성급(장군) | 장성급(장군) | 장성급(장군) | 장성급(장군) | 장성급(장군) | 영관급 | 영관급 | 영관급 | 위관급 | 위관급 |
| 계급   | 원수         | 대장         | 중장         | 소장         | 준장         | 대령   | 중령   | 소령   | 대위   | 중위   |
| ------ | ------------ | ------------ | ------------ | ------------ | ------------ | ------ | ------ | ------ | ------ | ------ |
| 계급장 |              |              |              |              |              |        |        |        |        |        |
|        |              |              |              |              |              |        |        |        |        |        |
|        | 위관급       | 준사관       | 부사관       | 부사관       | 부사관       | 부사관 | 병     | 병     | 병     | 병     |
| 계급   | 소위         | 준위         | 원사         | 상사         | 중사         | 하사   | 병장   | 상병   | 일병   | 이병   |
| 계급장 |              |              |              |              |              |        |        |        |        |        |

## 병과[9]
- 전투병과
  - 조종과
  - 항공통제과
  - 방공포병과
  - 정보과
- 기술병과
  - 군수과[10]
  - 정보통신과
  - 기상과
  - 공병과
  - 재정과
  - 인사교육과
  - 정훈과
  - 군사경찰과
- 특수병과
  - 의무과
  - 법무과
  - 군종과

## 같이 보기
- 대한민국 육군
- 대한민국 해군
  -  대한민국 해병대
- 방공식별구역(ADIZ)
- 조선인민군 공군
- 중국 인민해방군 공군

### 대중매체
- 《빨간 마후라》
- 《R2B: 리턴투베이스》